# 原頂林仔邊警察官吏派出所
原頂林仔邊警察官吏派出所是位於台灣高雄市林園區的一個歷史建築。

## 歷史
頂林仔邊警察官吏派出所於明治31年(1898)2月間於頂林仔邊街(現福興街)建立。不久，公學校、市場、庄役場相繼在派出所鄰近設立，使得頂林仔邊街成為林園庄的政治和經濟中心。
明治40年(1907)2月更名為林仔邊警察官吏派出所，並於明治42年(1909)進行了募款改建。
二次大戰結束後，中華民國政府接收改稱為林仔邊派出所，隸屬於鳳山區警察所管轄。
民國47年(1958)改制為林園派出所。
民國78年(1989)由於福興街道路狹小擁堵，於是將派出所遷至現址林園北路。從那時起，這棟建築轉變為警察宿舍之用，部分空間因而閒置。
民國96年(2007)文化局宣布將前派出所登錄為歷史建築，並於98年(2009)完成調查研究與修復計畫

## 建築
派出所的整體空間是由宿舍、庭園、古井、水塔和防空洞所組成。主體是磚木混合結構的單層日式建築。

## 外部連結
- 高雄市政府文化局—— 原頂林仔邊警察官吏派出所
- 文化部—原頂林仔邊警察官吏派出所 （页面存档备份，存于）